# Westendstraße (metropolitana di Monaco di Baviera)
Westendstraße è una stazione della Metropolitana di Monaco di Baviera, che serve le linee U4 e U5.
Sebbene non sia una stazione capolinea, attualmente funge in certi momenti della giornata da capolinea per la linea U4; dopo la stazione vi è infatti un terzo binario su cui fermano i treni della linea U4 per effettuare il cambio di direzione. Si tratta invece di una stazione di passaggio per la linea U5, che prosegue per Laimer Platz. In ora di punta e, in generale, durante le vacanze la linea U4 che finisce già al Theresienwiese, nelle serate al Odeonsplatz.
È stata inaugurata il 10 marzo 1984.